# پیوندسازی

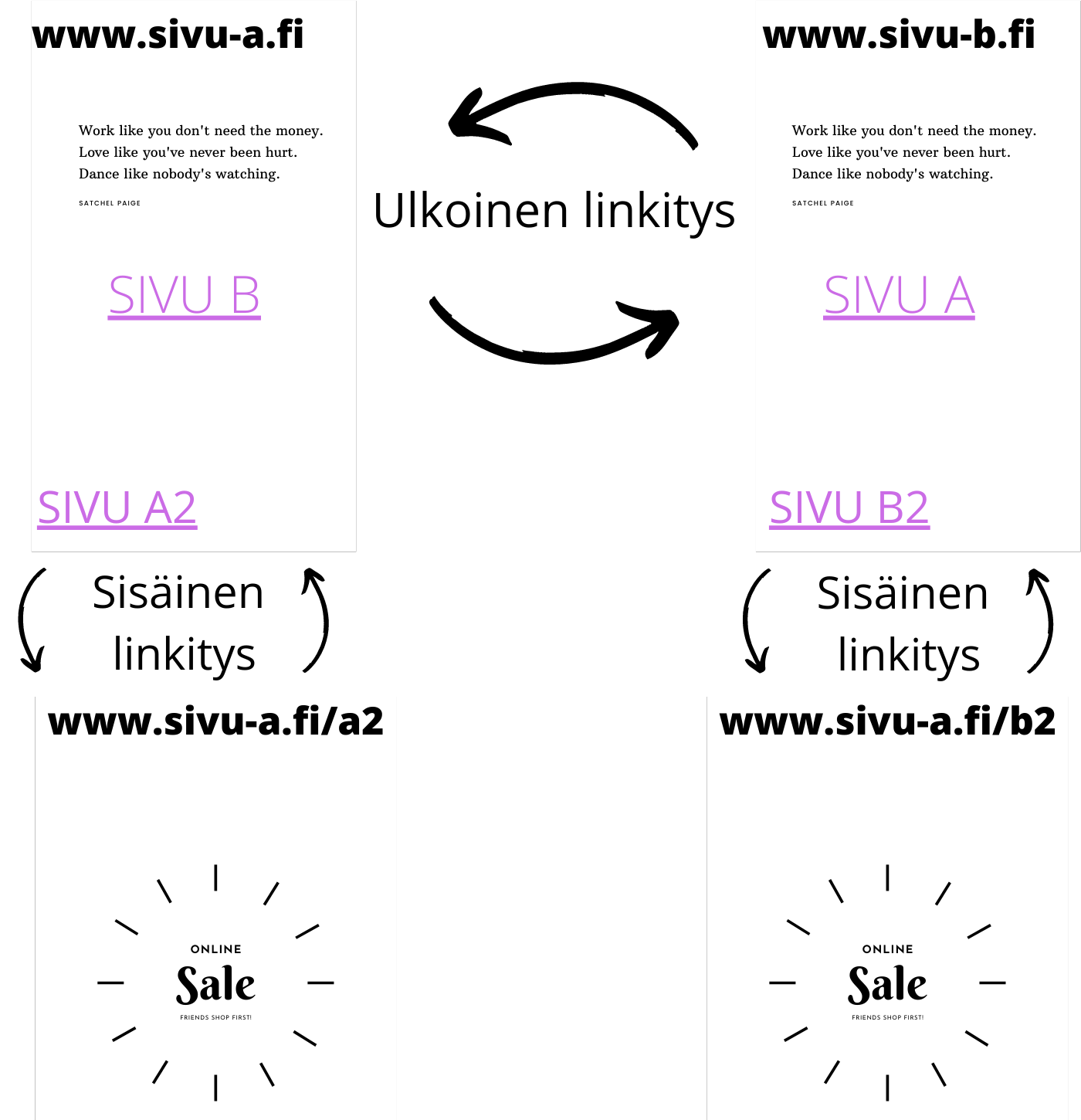
لینک بیلدینگ

پیوندسازی یا لینک بیلدینگ (به انگلیسی Link building) یکی از روش‌های سئو و بهینه‌سازی سایت است. پیوندهای ورودی که به یک وب‌سایت اشاره می‌کنند، برای موتورهای جستجوگر از اهمیت بسیاری برخوردارند و از آن‌ها برای رتبه‌بندی سایت‌ها در نتایج جستجو استفاده می‌شود.

## معرفی انواع لینک ها
لینک های خارجی به دسته های زیر تقسیم می شوند

### لینک فالو یا Dofollow
هرگاه لینک فالو (Follow)، در یک صفحه از وبسایتی درج میشود در واقع آن سایت ، سایت مقصد را تایید میکند و اعتبار خود را به آن منتقل میکند و بدین صورت ربات های گوگل در زمان کرال یا خزش آن لینک را دنبال و بررسی می کنند.

### لینک نوفالو
لینک (نوفالو)  nofollow لینکی است که به خزنده های گوگل دستور میدهد که این لینک را دنبال نکنید . و در واقع با این نوع لینک ، سایت مبدا نمیخواهد اعتبار خود را به آن سایت منتقل کند.

### لینک اسپانسر شده (sponsored)
لینک های اسپانسری در واقع همان لینک های تبلیغاتی هستند که به ازای آن به مدیر سایت پول پرداخت می کنند.

### لینک محتوای تولید شده توسط کاربران (UGC)
در واقع تمامی لینک هایی که در بخش نظرات ، یا فروم ها توسط کاربران ایجاد میشوند را می نامند.

## نکات مهم لینک‌سازی در سئو
لینک بیلدینگ اگر به صورت طبیعی و با رعایت نکات سئو انجام شود، می‌تواند تأثیر بسزایی در بهبود جایگاه سایت در موتورهای جستجوگر داشته باشد. از مهم‌ترین اصول لینک بیلدینگ می‌توان به دریافت لینک از سایت‌های با‌کیفیت و مرتبط اشاره کرد. منظور از سایت‌های با‌کیفیت، آن دسته از سایت‌ها می‌باشد که دارای دامین اتوریتی بالا و اسپم اسکور پایین می‌باشند. همچنین لازم است بدانید که لینک‌ها دو نوع هستند: Follow و NoFollow، لینک‌های فالو، توسط ربات‌های موتورهای جستجو دنبال می‌شوند و در فرایند سئو دارای اهمیت می‌باشند.
علاوه بر موارد بالا، انتخاب صحیح کلمه کلیدی برای انکر تکست و در برخی موارد اشاره به نام برند، از جمله اصول مهم در لینک‌سازی است.

## روش‌های لینک بیلدینگ

### لینک‌های طبیعی
لینک‌های طبیعی با پرداخت پول یا درخواست تبادل لینک به دست نمی‌آیند؛ بلکه به صورت طبیعی با داشتن استراتژی مناسب سئو و تولید محتوای مفید بدست می‌آیند. در این روش مدیران سایت با تولید محتوای مفید مدیران دیگر وب‌سایت‌ها را ترغیب می‌کنند تا آن‌ها به صورت طبیعی و با اراده خود به سایت مرجع لینک دهند.

### لینک‌های تجاری (لینک‌های خریدنی و پولی)
در این روش صاحبان وب‌سایت در ازای پرداخت پول یا خدمات به صاحبان دیگر وب سایت‌ها، اقدام به خرید لینک از آنان کرده و هزینه آن را به صورت ماهیانه به صاحب سایت پرداخت می‌کنند. در این روش سایت مقابل که ارزش و اعتبار بیشتری دارد، به سایت پرداخت‌کننده پول لینک می‌دهد.
- یکی از نمونه‌های این روش لینک بیلدینگ، رپورتاژ آگهی است. در رپورتاژ آگهی افراد با پرداخت مبلغی مشخص، لینک سایت خود را در قالب یک محتوای خبری منتشر می‌کنند.

یک نکته ای که باید اشاره کرد اینست که رپورتاژ خبری سئوی سیاه نیست بلکه بقول سئوکارها این فرایند سئوی خاکستری نامیده میشود. بعنوان مثال درباره اجاره سوله در املاک صنعتی سوله تاپ در سایت خبری ایسنا مواردی وجود دارد.

### لینک‌های تبادلی
تبادل لینک فرایندی است که در آن مدیر دو سایت به صورت تعاملی به وب‌سایت یکدیگر لینک می‌دهند. تعداد بک‌لینک‌های بیشتر در نهایت رتبه سایت در گوگل را افزایش می‌دهد. البته این روش برخلاف قوانین گوگل است و در صورت شناسایی، افرادی که تبادل لینک انجام داده‌اند، جریمه می‌شوند.

### لینک‌های موجود امضای انجمن
لینک بیلدینگ از طریق امضای انجمن‌ها یکی از روش‌های قدیمی سئو و ساخت لینک است. این روش می‌تواند یک روش سریع برای لینک بیلدینگ و بهبود رتبه سایت در موتورهای جستجوگر باشد.

### لینک پروفایل ها
بسیاری از وب‌سایت‌ها وجود دارند که در ازای ساخت حساب کاربری، به فرد اجازه می‌دهند تا لینک سایت خود را نیز در پروفایل خود ثبت کنند. چنین لینک‌هایی را اصطلاحا لینک پروفایل می‌گویند. معمولاً در برخی وب‌سایت‌ها لینک پروفایل‌ها به صورت دوفالو بوده و ارزش زیادی دارند.

### ارسال دیدگاه در وبلاگ‌ها
ارسال نظر در سایت‌ها و وبلاگ‌های مرتبط با موضوع سایت نیز یکی از روش‌های لینک بیلدینگ و بهبود رتبه سایت در موتورهای جستجوگر می‌باشد. اما چون لینک‌های خروجی بخش نظرات اکثر وبلاگ‌ها به صورت نوفالو می‌باشد تأثیر بسزایی در بهبود وضعیت سایت ندارد. بعضی از لینک دیدگاه‌ها نیز به صورت فالو درج می‌شود. در کل بک‌لینک گرفتن در کامنت ارزش زیادی ندارد.

### پست مهمان
یکی دیگر از روش‌های لینک بیلدینگ، ارسال پست مهمان در وب‌سایت‌های دیگر می‌باشد. روش کلی پست مهمان به این صورت است که کاربر برای یک وب‌سایت دیگر محتوا تولید می‌کند و در ازای آن می‌تواند به سایت خود لینک بدهد.
نحوه حذف لینک‌های اسپم
ارزش و اعتبار سایتی که از آن لینک می‌گیرید بسیار مهم است. اگر در هنگام بررسی بک‌لینک‌های سایت خود متوجه شدید از سایتی لینک دریافت کرده‌اید که اسپم است و یا ارزش پایینی دارد و می‌خواهید آن را حذف کنید، وارد کنسول جستجو گوگل (google search console) شده و با استفاده از ابزار disavow tools آن را حذف نمایید.